# Моисей Маймонид
Моше бен Маймон (на арабски: موسى ابن ميمون‎), известен още като Рамба̀м (на иврит: רמב"ם, съкр. от רבי משה בן מיימון) или Моисей Маймонид, е известен еврейски философ, лекар, равин, изследовател на Петокнижието и законотворец.
Прекарва по-голямата част от живота си в Мароко и Египет. Заедно със своя съвременник Авероес популяризира и развива философската традиция на Аристотел, с което оказва силно влияние върху развитието на философията в Западния свят. В частност неговите трудове са изучавани от Албертус Магнус и Тома Аквински.
Пише различни творби коментираки еврейски текстове. Неговата Мишне Тора се изучава ежедневно от еврейската общност Хабад.
Стреми се да докаже съвместимостта на философията и юдаизма. Тълкува в алегорична форма библейските притчи и търси общото между старозаветните книги и философските идеи. Макар да не причислява себе си към перипатетиците, той е последовател и привърженик на философията на Аристотел.